# Zollturm (Rheinberg)

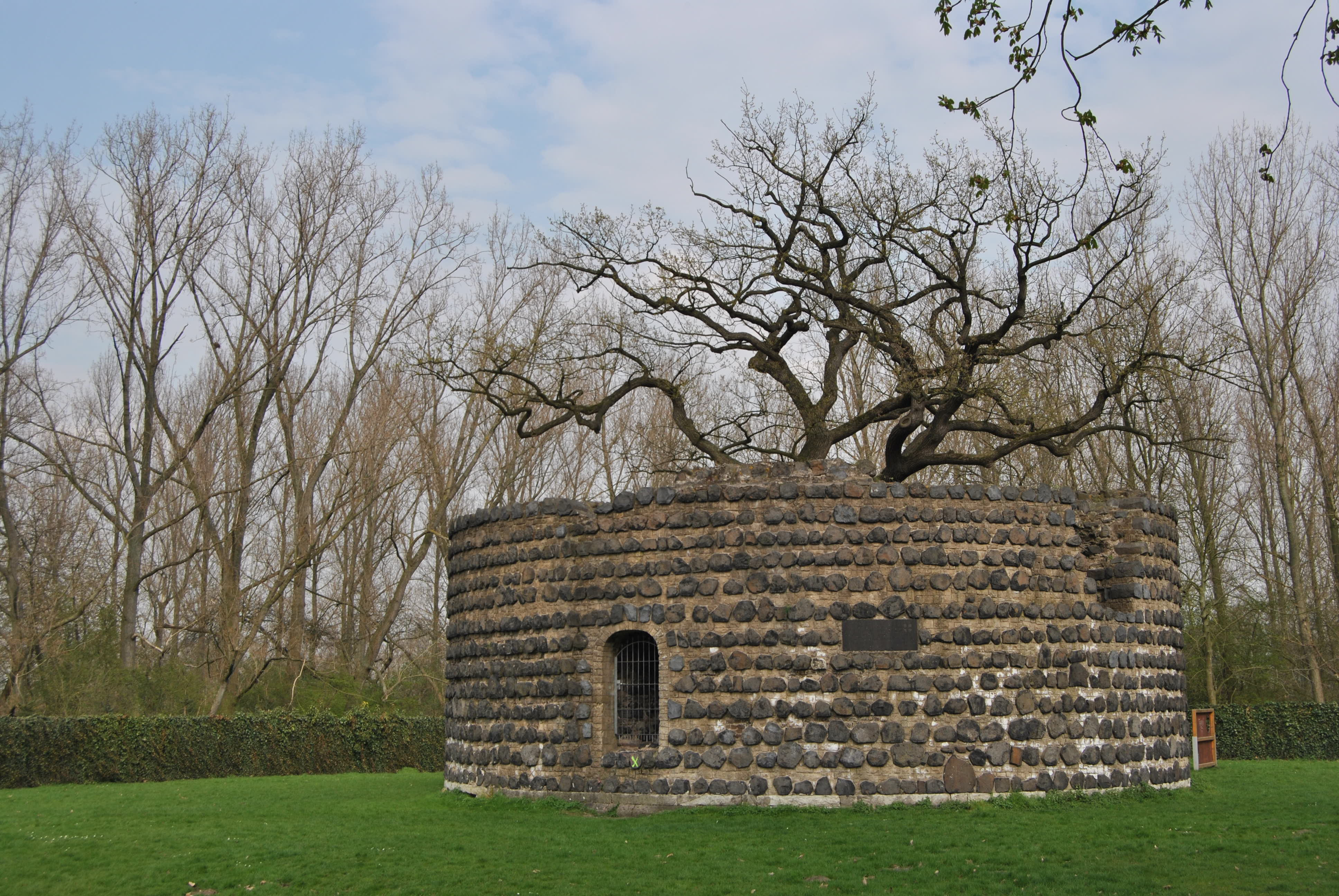
Die sieben Meter hohe Ruine des Zoll- bzw. Pulverturms (Dezember 2011)

Der Zollturm, aufgrund seiner weiteren Nutzung auch als Pulverturm bezeichnet, der Stadt Rheinberg am Niederrhein im Kreis Wesel in Nordrhein-Westfalen ist ein ehemaliger, denkmalgeschützter Wehrturm, der Ende des 13. Jahrhunderts von den Kölner Erzbischöfen gebaut wurde. Der frühere Bestandteil der Stadtbefestigung ist als Ruine erhalten und lag bis zur Verschiebung des Flussbettes direkt am Rhein.

## Geschichte und Beschreibung
Der Bau des Zollturms begann 1292 durch den Kölner Erzbischof Siegfried von Westerburg und endete 1298, fertiggestellt durch Wigbold von Holte. Er war Teil der Stadtbefestigung und bildete den nordöstlichen Eckpunkt der Stadtmauer, westlich schloss er sich an die gleichzeitig errichtete kurkölnisch-kurfürstlichen Landesburg an. Er lag direkt am Rhein und diente zur Bewachung sowie Eintreibung der Zölle des Schiffsverkehrs auf dem Fluss. Daneben wurde er auch als Gefängnis und Munitionslager zur Unterbringung von Schießpulver genutzt; dies führte im Oktober 1598 während der Belagerung Rheinbergs durch die Spanier unter Francisco de Mendoza zu einer starken Explosion des Turms, der dadurch erheblich beschädigt wurde. Ebenso wurden große Teile der Stadt und der Burg zerstört. Nach dem Wiederaufbau kam es 1636 zu einer erneuten Explosion des Zollturm infolge eines Blitzschlags. 1703 unterzog die preußische Verwaltung im Zuge ihrer Besetzung die Festungsanlagen einer Schleifung, wobei der Turm um mehrere Geschosse abgetragen wurde. Seit 1714 liegt, nachdem das Rheinbett verlagert worden ist, der Zollturm nicht mehr direkt an dem Fluss, der mittlerweile etwa zwei Kilometer nördlich verläuft.
Der Grundriss des Turms ist rund. Die ursprüngliche Höhe betrug über 20 m, genaue Daten sind nur widersprüchlich überliefert; seit der Schleifung misst er etwa sieben Meter. Sein Durchmesser zählt nach außen circa 17 m, innen ungefähr neun Meter. Der Zollturm besteht aus Tuffstein und Basaltsäulen. Zutritt zum Inneren ist durch eine neuzeitliche korbbogig eingefasste Öffnung möglich.
Im März 1983 wurde der ehemalige Zollturm in die Denkmalliste der Stadt Rheinberg aufgenommen und als Baudenkmal mit der Nummer 20 eingetragen. Er ist Teil des Denkmalbereichs Nr. 2, der den historischen Stadtkern Rheinbergs umfasst.